# Лукава (Мазовецьке воєводство)
Лукава (пол. Łukawa) — село в Польщі, у гміні Ґловачув Козеницького повіту Мазовецького воєводства.
Населення — 92 особи (2011).
У 1975-1998 роках село належало до Радомського воєводства.

## Демографія
Демографічна структура станом на 31 березня 2011 року:
|          | Загалом | Допрацездатний вік | Працездатний вік | Постпрацездатний вік |
| -------- | ------- | ------------------ | ---------------- | -------------------- |
| Чоловіки | 54      | 19                 | 28               | 7                    |
| Жінки    | 38      | 9                  | 19               | 10                   |
| Разом    | 92      | 28                 | 47               | 17                   |